# Jean-Baptiste-Louis Crevier
Pour les articles homonymes, voir Crevier.
Jean-Baptiste-Louis Crevier (Paris, 1693 - id., 1er décembre 1765) est un littérateur et historien français. 
Fils d'un ouvrier imprimeur, il fut un des élèves les plus distingués de Charles Rollin, devint professeur de rhétorique au collège de Beauvais, remplit cette chaire pendant plus de vingt ans, avec autant de zèle que de succès, et mourut à Paris en 1765.
Il termina l'Histoire romaine de Rollin (il est l'auteur des volumes VIII à XVI), et la fit suivre d'une Histoire des empereurs romains jusqu'à Constantin, 1750, 6 volumes in-4. 
On lui doit aussi :
- une Histoire de l'Université de Paris ;
- une bonne édition de Tite-Live ;
- une Rhétorique française estimée ;
- des Remarques sur le Traité des études de Rollin.

## Ouvrages
(juin 2006).
Améliorez-le ou discutez des points à vérifier. 
Continuateur de l'Histoire romaine de Rollin, il en publia les huit derniers volumes. Le public y trouva un ensemble mieux tissu, des matériaux mieux disposés, des réflexions plus habilement fondues dans le corps de l'histoire et moins de digressions étrangères au sujet ; mais le disciple est bien inférieur au maître pour la noblesse de la diction et le charme du style.
Ce travail le conduisit à une autre entreprise, celle de l'Histoire des Empereurs, jusqu'à Constantin, 1750, 6 vol. in-4°, et 12 vol. in-12, 1763 et années suivantes. Cet ouvrage offre les mêmes défauts que le précédent. L'auteur n'est pas toujours heureux dans le choix des détails, et son style, diffus et sans grâce; n'offre que trop de latinismes ; mais la critique aurait dû remarquer l'ordre et l'enchaînement des faits, des réflexions sages, des sentiments vertueux, et surtout faire valoir le parti que l'auteur a tiré des matériaux ingrats qu'il avait à mettre en œuvre. En effet, s'il est soutenu par Tacite dans l'histoire des premiers Césars, il n'a bientôt plus d'autres guides que les écrivains sans critique et sans talent qui composèrent l'Histoire Auguste.
On doit encore à Crevier : Trois lettres sur le Pline du P. Hardouin, Paris, 1725, in-4° ; Titi-Livii Patavini Historiarum libri 35, cum notis, 1748, 6 vol, in-4°. Cette édition, enrichie de notes judicieuses et savantes, et précédée d'une préface ingénieuse et trop oratoire peut-être, mais toujours élégante, a été appréciée par les savants étrangers, qui n'en parlent qu'avec la plus grande estime. L'éditeur en a extrait lui-même une édition en 6 volumes in-12, à l'usage des écoles, Paris, 1747 ; L'Histoire de l'Université de Paris, depuis son origine jusqu'en 1600, Paris, 1761, en 7 vol. in-12 : c'est une abréviation de la grande histoire de César Egasse Du Boulay. Cet ouvrage est très estimable pour les recherches, mais l'auteur s'est livré, encore plus qu'ailleurs, à sa tendance naturelle vers la sécheresse et la diffusion, et son style, moins soutenu par le sujet, est d'une familiarité qui va jusqu'à la négligence ; Observations sur l'Esprit des Lois, Crevier n'était pas de force à juger Montesquieu, et cette critique superficielle, en faisant plus d'honneur à sa piété qu'à son talent, lui valut vraisemblablement la haine de Voltaire, dont les mots, moins justes que piquants, ont déterminé si souvent le jugement de la nation ; Remarques sur le Traité des études de Rollin, Paris, 1780, in-12 ; Rhétorique française, Paris, 1765, 2 vol. in-12; c'est encore une des meilleures qui existent ; l'auteur y expose avec beaucoup d'art, de méthode et de netteté, les préceptes d'Aristote, de Cicéron et de Quintilien, et choisit assez bien ses exemples ; mais il y manque ce charme, ce naturel, cette éloquence douce et insinuante qui rendent si agréable la lecture du second volume du Traité des études. Cette Rhétorique a été souvent réimprimée. Crevier a eu part aussi à la révision de L'Anti-Lucrèce, avec Coffin et Lebeau. On a observé à sa louange qu'attaché aux disciples de Port-Royal, il a écarté avec soin de ses compositions tout ce qui porte le caractère de l'esprit de parti. Cet homme estimable, cet écrivain laborieux a été jugé un peu sévèrement, et nous croyons qu'un examen plus approfondi de ses titres littéraires amènerait les critiques à lui rendre plus de justice.

## Sources partielles
- Marie-Nicolas Bouillet  et Alexis Chassang (dir.), « Jean-Baptiste-Louis Crevier » dans Dictionnaire universel d’histoire et de géographie, 1878 (lire sur Wikisource)
- Noel, in Louis-Gabriel Michaud, « Bibliographie universelle », vol. 9, p. 487.
- Jacquet M., Crevier dans Dictionnaire de biographie française, s. dir. Roman D'Amat,  vol. 9, Paris, 1961 {col. 1245-1246}.
- Grente, G. et Moureau F., Crevier dans Dictionnaire des lettres françaises, XVIIIe siècle, Paris, 1995 {p. 377}.